# 木青
木青（1569年9月18日—1597年11月23日），字长生，号乔岳，别字松鹤，纳西族名阿胜阿宅（A-sheng A-chai），是丽江第十八代土司，官拜丽江知府。
木青是木旺的长子。1592年， 云龙州的傈僳族土匪劫掠官盐。木青奉黔国公沐昌祚之命前往征讨，成功击退土匪。1596年，木旺逝世，木青嗣位，并被任命为丽江知府。
1597年，大侯州、顺宁等地叛乱，木青提供四千两纹银充作军饷。根据《木氏宦谱》的记载，木青于同年率军征讨大侯州、顺宁的叛军，没于阵中。但根据约瑟夫·洛克搜集到的纳西族民间传说却称：木青信奉藏传佛教，有厌世之感，去玉龙雪山的何桑于古峰之后便再也没有回来（可能系自杀身亡）。
其子木增嗣位。1606年，因木增的军功，木青被追封为中宪大夫。1631年，追封二品通奉大夫，加广西布政使司助理布政使衔。
木青与其子木增一样爱好诗文，著有诗集《玉水清音》，今已失传。另有诗作收录于《滇南诗略》、《列朝诗选》、《清诗略》等诗集中。

## 家族
- 父：木旺
- 母：阿室能（罗氏宁）

- 同母弟：
  - 木隆（阿胜阿希）
  - 木泽（阿胜阿祥）

- 妻：阿室加（罗氏春）

- 子：木增（阿宅阿寺）

## 登场作品
- 《木府风云》，2012年电视剧，扮演者：吕良伟